# Canton de Foix
Ne doit pas être confondu avec Ancien canton de Foix.
Le canton de Foix est une circonscription électorale française du département de l'Ariège, créée par le décret du 18 février 2014 et entré en vigueur lors des élections départementales de 2015.
Il est composé de la commune de Foix, qui formait auparavant le canton monocommunal de Foix-Ville, et de cinq communes qui appartenaient au canton de Foix-Rural. 
L'ancien canton de Foix qui avait existé de la Révolution française à 1984 comprenait 19 communes de plus que l'actuel canton de Foix.

## Histoire
Un nouveau découpage territorial de l'Ariège entre en vigueur en mars 2015, défini par le décret du 18 février 2014, en application des lois du 17 mai 2013 (loi organique 2013-402 et loi 2013-403). Les conseillers départementaux sont, à compter de ces élections, élus au scrutin majoritaire binominal mixte. Les électeurs de chaque canton élisent au Conseil départemental, nouvelle appellation du Conseil général, deux membres de sexe différent, qui se présentent en binôme de candidats. Les conseillers départementaux sont élus pour 6 ans au scrutin binominal majoritaire à deux tours, l'accès au second tour nécessitant 12,5 % des inscrits au 1er tour. En outre la totalité des conseillers départementaux est renouvelée. Ce nouveau mode de scrutin nécessite un redécoupage des cantons dont le nombre est divisé par deux avec arrondi à l'unité impaire supérieure si ce nombre n'est pas entier impair, assorti de conditions de seuils minimaux. En Ariège, le nombre de cantons passe ainsi de 22 à 13. Le canton de Foix fait partie des 12 nouveaux cantons du département, le canton de Mirepoix gardant la même dénomination, mais avec des limites territoriales différentes.

## Représentation
| Période élective | Période élective | Mandat | Mandat   | Identité                | Nuance | Nuance | Qualité                                            |
| ---------------- | ---------------- | ------ | -------- | ----------------------- | ------ | ------ | -------------------------------------------------- |
| 2015             | 2021             | 2015   | 2021     | Eric Donzé              |        | DVG    | Maire de Montoulieu (2008-2022)                    |
| 2015             | 2021             | 2015   | 2021     | Martine Doumenc-Caubère |        | DVG    | Première Adjointe au maire de Ferrières-sur-Ariège |
| 2021             | 2028             | 2021   | en cours | Fabien Guichou          |        | PS     | Adjoint au maire de Foix                           |
| 2021             | 2028             | 2021   | en cours | Véronique Rumeau        |        | PS     | Maire de Saint-Pierre-de-Rivière                   |

### Résultats détaillés

#### Élections de mars 2015
À l'issue du 1er tour des élections départementales de 2015, deux binômes sont en ballottage : Thomas Fromentin et Frédérique Massat (PS, 39,42 %) et Eric Donzé et Martine Doumenc-Caubere (DVG, 23,32 %). Le taux de participation est de 52,18 % (5 078 votants sur 9 731 inscrits) contre 55,65 % au niveau départementalet 50,17 % au niveau national.
Au second tour, Eric Donzé (ESA) et Martine Doumenc-Caubere (ESA) sont élus avec 52,64 % des suffrages exprimés et un taux de participation de 52,95 % (2 443 voix pour 5 153 votants et 9 731 inscrits).

#### Élections de juin 2021
Le premier tour des élections départementales de 2021 est marqué par un très faible taux de participation (33,26 % au niveau national). Dans le canton de Foix, ce taux de participation est de 40,33 % (3 898 votants sur 9 666 inscrits) contre 42,44 % au niveau départemental. À l'issue de ce premier tour, deux binômes sont en ballottage : Fabien Guichou et Véronique Rumeau (PS, 46,7 %) et Aurore Martins (Favre) et Jérôme Mateos (DVC, 21,6 %).
Le second tour des élections est marqué une nouvelle fois par une abstention massive équivalente au premier tour. Les taux de participation sont de 34,3 % au niveau national, 43,46 % dans le département et 40,89 % dans le canton de Foix. Fabien Guichou et Véronique Rumeau (PS) sont élus avec 70,15 % des suffrages exprimés (2 421 voix pour 3 953 votants et 9 667 inscrits),,.

## Composition
Le canton de Foix comprenait six communes entières à sa création.
| Nom                          | Code Insee | Intercommunalité         | Superficie (km2) | Population (dernière pop. légale) | Densité (hab./km2) | Modifier                                    |
| ---------------------------- | ---------- | ------------------------ | ---------------- | --------------------------------- | ------------------ | ------------------------------------------- |
| Foix (bureau centralisateur) | 09122      | CA L'Agglo Foix-Varilhes | 19,32            | 9 731 (2022)                      | 504                | modifier les données · modifier les données |
| Cos                          | 09099      | CA L'Agglo Foix-Varilhes | 6,40             | 358 (2022)                        | 56                 | modifier les données · modifier les données |
| Ferrières-sur-Ariège         | 09121      | CA L'Agglo Foix-Varilhes | 3,46             | 775 (2022)                        | 224                | modifier les données · modifier les données |
| Ganac                        | 09130      | CA L'Agglo Foix-Varilhes | 20,19            | 746 (2022)                        | 37                 | modifier les données · modifier les données |
| Montgailhard                 | 09207      | CA L'Agglo Foix-Varilhes | 7,93             | 1 456 (2022)                      | 184                | modifier les données · modifier les données |
| Saint-Pierre-de-Rivière      | 09273      | CA L'Agglo Foix-Varilhes | 2,35             | 676 (2022)                        | 288                | modifier les données · modifier les données |
| Canton de Foix               | 0905       |                          | 59,65            | 13 742 (2022)                     | 230                | modifier les données                        |

## Démographie
En 2022, le canton comptait 13 742 habitants, en évolution de +1,23 % par rapport à 2016 (Ariège : +1,48 %, France hors Mayotte : +2,11 %).
| 2013   | 2018   | 2022   |
| ------ | ------ | ------ |
| 13 715 | 13 479 | 13 742 |